# مبارك الدريبي
مبارك الدريبي، (1939-1996) قاص مغربي، ولد سنة 1939 بمدينة القنيطرة (المغرب). واشتغل بالتعليم الثانوي، ثم عين محاسبا بإحدى الشركات الفلاحية بالمدينة نفسها. وعمل موظفا بطاحونة للحبوب بمدينة وادي زم. وتوفي بهذه الأخيرة بتاريخ 19 يوليوز 1996م.

## مساره الثقافي
ويعتبر القاص مبارك الدريبي، من جيل القصاصين المغاربة، الذين ركبوا موجة القص منذ أواسط ستينات القرن العشرين، إلى جانب ثلة من القصاصين.

## كتبوا عنه
- كتب عنه القاص والباحث المغربي عبد الرحيم مودن ما يلي: « مبارك الدريبي، قاص لم يدخل الجامعة، أو معهدا عاليا، وفضل دخول الحياة من بابها الواسع.

- يقول عنه الكاتب المغربي مبارك ربيع في السياق نفسه: «من يذكر على سبيل المثال لا الحصر، الظاهرة الأدبية التي اكتشفت وكشفت عن عالم «الهومارة»، في مظاهر قوتهم ولحظات ضعفهم الإنسانيين، الفقيد مبارك الدريبي؟».

- وقد خصه الكاتب المغربي العربي بنجلون بمؤلف موسوم ب: -الصوت والجسد، قراءة في ذاكرة مبارك الدريبي - المطبعة السريعة بالقنيطرة 2006.

## كفاحه
ويذكر أن الكاتب مبارك الدريبي، إلى جانب تميزه في حقل الإبداع، هو أيضا من أفراد المقاومة المسلحة المغربية (رقم بطاقة المقاومة: 529893) خلال خمسينات القرن الماضي ضد الاستعمار الفرنسي، إذ شارك ضمن خلية المقاوم إبراهيم الجيراري في إنجاز أعمال فدائية.

## مؤلفاته
- عيون تحت الليل: قصص، دمشق، اتحاد كتاب العرب، 1978.
- طيور المسـاء: رواية، طرابلس، المنشأة العامة للنشر والتوزيع والإعلان، 1984.

- هذا وأحدثت جائزة وطنية للقصة القصيرة، باسم القاص مبارك الدريبي.